# Prefettura di polizia delle Bocche del Rodano
La Prefettura di polizia delle Bocche del Rodano (in francese: Préfecture de police des Bouches-du-Rhône), guidata dal prefetto di polizia delle Bocche del Rodano (in francese: Préfet de police des Bouches-du-Rhône), è l'istituzione responsabile dell'attuazione della politica di sicurezza interna nazionale nel dipartimento delle Bocche del Rodano.
La funzione di prefetto di polizia delle Bocche del Rodano è stata istituita tramite un decreto del 15 ottobre 2012.

## Storia
Contemporaneamente agli altri dipartimenti francesi, nel dipartimento delle Bocche del Rodano, nel 1972, viene designato un prefetto delegato per la polizia. Nel 1989 è stato rinominato "prefetto aggiunto per la sicurezza" e nel 1993 "prefetto delegato per la sicurezza e la difesa". Sebbene comunemente indicati come "prefetto di polizia", questi assistono di fatto il prefetto di zona nel guidare e coordinare l'azione dei servizi di polizia nel dipartimento.
In conseguenza della crescita notevole delle attività nel settore del traffico di droga  nell'area di Marsiglia, a partire dall'8 settembre 2012, il governo ha creato una prefettura di polizia dedicata per le Bocche del Rodano. 
Il decreto di creazione del Prefetto delle Bocche del Rodano è stato presentato al Consiglio dei ministri il 10 ottobre 2012 e adottato il 15 ottobre 2012.
Insieme al prefetto di polizia di Parigi, questo è l'unico prefetto di polizia a tutti gli effetti in Francia, sebbene, a differenza di Parigi, le direzioni delle Bocche del Rodano restino organicamente collegate alla Direction générale de la Police nationale. Pertanto, se il prefetto di polizia di Parigi ha una propria amministrazione e competenze specifiche (permesso di soggiorno, patente di guida, inquinamento acustico, zona di difesa e sicurezza, ecc.), questo non è il caso del prefetto di polizia delle Bocche del Rodano che ha solo autorità funzionale sui servizi di polizia e gendarmeria e sui servizi della prefettura del Bocche del Rodano per l'esecuzione dei poteri a lui affidati dai regolamenti.

### Competenze
Il decreto n. 2012-1151 del 15 ottobre 2012 stabilisce i poteri del prefetto di polizia delle Bocche del Rodano. Il Prefetto di polizia, insieme al Prefetto delle Bocche del Rodano, ha quindi il ruolo di rappresentante dello Stato nelle Bocche del Rodano.
Il Prefetto di polizia della Bocche del Rodano:
- attua la politica di sicurezza interna nazionale;
- è responsabile dell'ordine pubblico;
- ha autorità sulle forze di polizia e sulle unità della gendarmeria e ne coordina l'azione;
- svolge compiti di polizia amministrativa che contribuiscono alla sicurezza interna in materia di luoghi per bere, manifestazioni sulle strade pubbliche, videosorveglianza, armi, sicurezza privata e sicurezza di eventi sportivi.

## Lista dei Prefetti di polizia delle Bocche del Rodano

### Prefetti delegati
- 1972 - 1974: René Heckenroth, prefetto delegato per la polizia
- 1974 - 1976: Claude Bussière, prefetto delegato per la polizia
- 1976 - 1978: Camille Michel, prefetto delegato per la polizia
- 1978 - 1980: Raymond Jazzefrou, prefetto delegato per la polizia
- 1980 - 1981: Michel Éon, prefetto delegato per la polizia
- 1981 - 1985: Bernard Patault, prefetto delegato per la polizia
- 1985 - 1986: Pierre Richard, commissario della Repubblica delegato per la polizia
- 1986 - 1987: François Bonnelle, commissario della Repubblica delegato per la polizia
- 1987 - 1988: Arsène Lux, commissario della Repubblica delegato per la polizia
- 1988 - 1990: Marcel Morin, prefetto delegato per la polizia
- 1990 - 1993: François Filliatre, prefetto aggiunto per la sicurezza
- 1993 - 1995: Alain Gehin, prefetto aggiunto per la sicurezza
- 1995 - 1998: Michel Sappin, prefetto delegato per la sicurezza e la difesa
- 1998 - 2001: Hugues Parant, prefetto delegato per la sicurezza e la difesa
- 2001 - 2002: Yves Dassonville, prefetto delegato per la sicurezza e la difesa
- 2002 - 2004: Roger Marion, prefetto delegato per la sicurezza e la difesa
- 2004 - 2007: Bernard Squarcini, prefetto delegato per la sicurezza e la difesa
- 2009 - 2011: Philippe Klayman, prefetto delegato per la difesa e la sicurezza
- 2011 - 2011: Gilles Leclair, prefetto delegato per la difesa e la sicurezza
- 2011 - 2012: Alain Gardère, prefetto delegato per la difesa e la sicurezza
- 2012 - 2012: Jean-Paul Bonnetain, prefetto delegato per la difesa e la sicurezza

### Prefetti di polizia in pieno esercizio
- 2012 - 2015: Jean-Paul Bonnetain, prefetto di polizia delle Bocche del Rodano.
- 2015 - 2017: Laurent Nuñez, prefetto di polizia delle Bocche del Rodano.
- 2017 - 2020: Olivier de Mazières, prefetto di polizia delle Bocche del Rodano.
- febbraio 2020 - dicembre 2020: Emmanuel Barbe, prefetto di polizia delle Bocche del Rodano.
- 2020 - 2024: Frédérique Camilleri, prefetto di polizia delle Bocche del Rodano.
- A partire dal 2024: Pierre-Édouard Colliex, prefetto di polizia delle Bocche del Rodano.